# Wittenbach (St. Gallen)
Wittenbach − miejscowość i gmina we wschodniej Szwajcarii, w kantonie St. Gallen, w okręgu St. Gallen.

## Demografia
W Wittenbachu mieszka 9 847 osób. W 2021 roku 27,5% populacji gminy stanowiły osoby urodzone poza Szwajcarią. 

## Współpraca
Miejscowości partnerskie:
- Selma, Gryzonia
- Wilburgstetten, Niemcy

## Transport
Przez teren miasta przebiegają drogi główne nr 451 i nr 471.